# Гашербрум
Гашербрум е отделечена група от планински върхове, разположени на североизточния край на ледника Балторо в планинската верига Каракорум. В масива са разположени три от върховете над 8000 m. Името му идва от „rgasha“ (красив) + „brum“ (планина), което означава „красива планина“.
През 1856 г. Томас Джордж Монтгомъри, британски кралски инженер, забелязва група от високи върхове в Каракорум отделечени на 200 km. Той ги наименува К1, К2, К3, К4 и К5. „К“ означава Каракорум. Днес К1 е познат като Машербрум, К3 е Броуд пик, К4 е Гашербрум II и К5 е Гашербрум I. Само К2, втората по височина планина в света е запазила името, дадено ѝ от Монтгомъри.
| Връх          | Височина (м.) | Географски координати   |
| ------------- | ------------- | ----------------------- |
| Гашербрум I   | 8080          | 35°43′27″ N 76°41′48″ E |
| Броуд пик     | 8047          | 35°48′35″ N 76°34′06″ E |
| Гашербрум II  | 8035          | 35°45′27″ N 76°39′15″ E |
| Гашербрум III | 7952          | 35°45′34″ N 76°38′31″ E |
| Гашербрум IV  | 7925          | 35°45′39″ N 76°37′00″ E |
| Гашербрум V   | 7147          | 35°43′45″ N 76°36′48″ E |
| Гашербрум VI  | 6979          | 35°42′30″ N 76°37′54″ E |